# NGC 3452
NGC 3452 este o galaxie spirală situată în constelația Cupa. A fost descoperită în 1880 de către . Se află la o distanță de 78,34 de megaparseci de Pământ.